# Duncan Busby
Duncan Busby (17 de diciembre de 1983) es un deportista británico que compitió en tiro con arco, en la modalidad de arco compuesto.
Ganó dos medallas en el Campeonato Mundial de Tiro con Arco en Sala, plata en 2009 y bronce en 2012, y una medalla de plata en el Campeonato Europeo de Tiro con Arco al Aire Libre de 2012.

## Palmarés internacional
| Campeonato Mundial en Sala       | Campeonato Mundial en Sala | Campeonato Mundial en Sala | Campeonato Mundial en Sala |
| Año                              | Lugar                      | Medalla                    | Prueba                     |
| -------------------------------- | -------------------------- | -------------------------- | -------------------------- |
| 2009                             | Rzeszów (Polonia)          | Medalla de plata           | Equipo                     |
| 2012                             | Las Vegas (Estados Unidos) | Medalla de bronce          | Equipo                     |
| Campeonato Europeo al Aire Libre |                            |                            |                            |
| Año                              | Lugar                      | Medalla                    | Prueba                     |
| 2012                             | Ámsterdam (Países Bajos)   | Medalla de plata           | Equipo                     |